# Helina hesta
Helina hesta este o specie de muște din genul Helina, familia Muscidae, descrisă de Feng în anul 1995.
Este endemică în Sichuan. Conform Catalogue of Life specia Helina hesta nu are subspecii cunoscute.